# Beara-Breifne Way

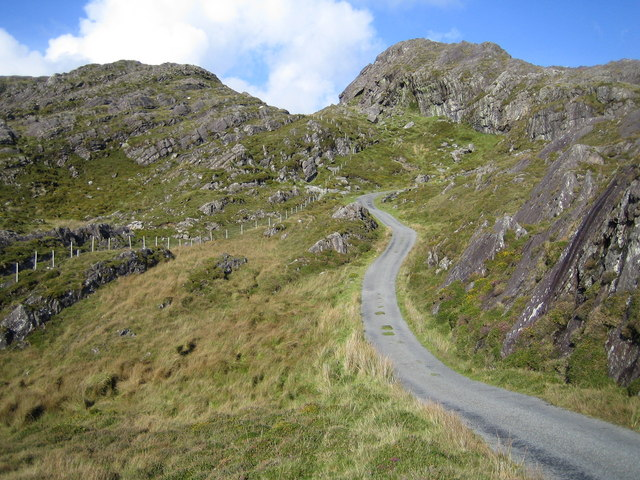
Langs de Beara Way, een onderdeel van de Beara-Breifne Way

De Beara-Breifne Way  (Iers: Slí Bhéara-Breifne) is een langeafstandswandel- en -fietspad in Ierland. Het pad volgt in grote lijnen de veertiendaagse mars van West Cork tot Leitrim van Donal Cam O'Sullivan Beare, de laatste grote leider van West Cork en South Kerry, en zijn duizend volgelingen in 1603.
Het wandelpad is ongeveer 500 kilometer lang en loopt van zuid naar noord vanaf de punt van het schiereiland Beara in Dursey in het graafschap Cork naar Blacklion in  het gebied van Breifne in het graafschap Cavan nabij de grens met Noord-Ierland. Vanaf Blacklion kan verder gewandeld worden over het wandelroutenetwerk van de Ulster Way.
De route loopt over bestaande wandelpaden, waarvan een aantal door het National Trails Office van de Ierse sportbond erkend werden als National Waymarked Trails:
- Ballyhoura Way
- Beara Way
- Cavan Way
- Hymany Way
- Sli Gaeltacht Mhuscrai
- Leitrim Way
- Lung Lough Gara Way
- Miners Way and Historical Trail
- Multeen Way
- North West Cork Way
- Ormond Way
- Suck Valley Way

## Geschiedenis
In 1602 werd Munster zwaar geteisterd door oorlog. De strijdkrachten van Elizabeth I hadden tijdens de Negenjarige Oorlog de Ieren en Spanjaarden verslagen in de Slag bij Kinsale en trokken naar het westen om het land van O'Sullivan in Beara te veroveren. Na een reeks veldslagen en het verlies van zijn bolwerk bij Dunboy trok O’Sullivan zich met zijn troepen terug ten westen van Glengarriff op het schiereiland Beara. Op oudejaarsavond 1602 leidde hij duizend mannen en vrouwen, waaronder vierhonderd soldaten, op een mars naar het noorden, in de hoop de krachten te bundelen met de rebellenleiders in Ulster.
Ter gelegenheid van de 400ste verjaardag van de mars van O'Sullivan Beare  vond in 2003 een re-enactment plaats. Dit leidde rechtstreeks tot de creatie van een wandelroute in de voetsporen van O'Sullivan. Omdat veel van het gebruikte land waar de wandeling passeert in particuliere handen is, moest er in veel gevallen specifieke toelating verleend worden aan de wandelaars op de route om deze plaatsen te mogen betreden.